# Chilodus zunevei
Chilodus zunevei is een straalvinnige vissensoort uit de familie van de zilverkopstaanders (Chilodontidae). De wetenschappelijke naam van de soort is voor het eerst geldig gepubliceerd in 1946 door Puyo.